# NGC 7544
NGC 7544 (другие обозначения — PGC 70811, NPM1G -02.0508) — линзообразная галактика (S0) в созвездии Рыбы.
Этот объект входит в число перечисленных в оригинальной редакции «Нового общего каталога».